# Midnight Sun (film)
Midnight Sun är en amerikansk romantisk dramafilm från 2018 regisserad av Scott Speer, samt baserad på den japanska filmen Taiyō no Uta från 2006. Filmens manus är skrivet av Eric Kirsten, och har bland annat Bella Thorne, Patrick Schwarzenegger och Rob Riggle i rollerna.
Midnight Sun blandar romantik med teman som sjukdom, rädsla, mod och den första kärleken. Filmen fick blandad kritik, men många uppskattade kemin mellan huvudrollerna och den känslosamma berättelsen.

## Handling
Filmen handlar om en ung tjej vid namn Katie Price (spelad av Bella Thorne) som lider av en sällsynt sjukdom som gör henne extremt känslig för solljus – XP (xeroderma pigmentosum). På grund av detta måste hon leva ett liv helt isolerat från dagsljus och kan bara vara ute på natten. Hon är väldigt ensam, men hennes liv förändras när hon träffar Charlie (spelad av Patrick Schwarzenegger), en snäll och charmig kille som hon länge beundrat på avstånd.

## Rollista
| Bella Thorne/Ava Dewhurst       | – Katie Price       |
| Patrick Schwarzenegger          | – Charlie Reed      |
| Rob Riggle                      | – Jack Price        |
| Quinn Shephard/Audrey Smallman  | – Morgan            |
| Suleka Mathew                   | – Dr. Paula Fleming |
| Nicholas Coombe                 | – Garver            |
| Ken Tremblett                   | – Mark Reed         |
| Jennifer Griffin                | – Barb Reed         |
| Tiera Skovbye/Jaeda Lily Miller | – Zoe Carmichael    |
| Austin Obiajunwa                | – Owen              |
| Alex Pangburn                   | – Wes               |
| Paul McGillion                  | – Blake Jones       |